# CJ-10
Le CJ-10 (chinois simplifié : 长剑-10 ; chinois traditionnel : 長劍-10 ; pinyin : Cháng Jiàn 10) est un missile de croisière chinois d'attaque terrestre actuellement en service au sein du second corps d'artillerie de la république populaire de Chine.

## Historique
Il est le premier de la famille de missiles de croisière à très longue portée Chang Jian (en chinois : « longue épée »).
Le CJ-10 fit ses débuts lors de la parade militaire du 1er octobre 2009, qui célébra les 60 ans de la république populaire de chine, bien que ses essais et sa mise au point furent effectués en 2004.
La famille de missiles C-602/CJ-10 est basée sur l'ancienne famille de missiles terrestres Hongniao. La nouvelle conception intégrerait cependant des éléments provenant des missiles de croisière soviétiques Kh-55. Les journaux moscovites spéculent que l'Ukraine pourrait avoir tenu un rôle dans le projet du CJ-10, au-moins six exemplaires du Kh-55 ayant été illégalement transférés au départ de l'Ukraine vers la Chine en 2000. La Chine pourrait avoir également acquis plusieurs missiles américains Tomahawk provenant du Pakistan et d'Afghanistan, après qu'ils auraient été utilisés lors d'une attaque ratée contre des cibles d'Al-Qaïda en 1998. La famille CJ-10 fut officiellement développée à partir d'un autre missile de croisière, le DH-10,, mais les enseignements et les connaissances tirés de ces Tomahawks pourraient avoir joué un rôle important dans l'élaboration du projet des CJ-10 et C-602,.

## Caractéristiques
Le système consiste en une grappe de trois longs containers de lancement et stockage, de forme octogonale, montés sur l'arrière d'un véhicule tracteur-érecteur-lanceur (TEL) chinois de type WS 2400, tout-terrain à 8 roues motrices et d'une masse de 20 tonnes. Pour ce qui concerne ses caractéristiques et son emploi, ce véhicule est la réplique exacte du MAZ-543/7910 soviétique qui lançait les missiles Rk-55. Lorsqu'il est utilisé comme TEL pour le CJ-10, le WS 2400 est désigné PHL-03. Il a une vitesse maximale sur route de 60 km/h et une autonomie maximale de 650 km en suivant des routes conventionnelles. Il est capable de grimper des pentes de 57 % et traverser des cours d'eau d'une profondeur pouvant atteindre 1,1 m.
Constitué d'un corps fin et long, le missile serait d'une longueur estimée à environ 6,50 m pour un diamètre de 52 cm, tandis que son poids au lancement serait d'environ 1 800 kg. Ces caractéristiques le placent directement à mi-chemin entre les missiles Tomahawk et Kh-55 en matière de gabarit. Doté d'ailes escamotables qui se déplient après le tir, il a une portée annoncée à plus de 1 500 km, pour sa version terrestre, et est capable d'une vitesse comprise entre Mach 1,5 et Mach 2,5. Son pouvoir destructeur est assuré par 4 types de charges militaires différentes disponibles : une charge lourde de 500 kg et trois variantes plus légères, de 350 kg, fonctionnant par souffle, par sous-munitions ou en pénétrant le sol. Il peut également être doté d'une ogive nucléaire, contrairement au DH-10 qui n'en transportait pas. La précision de l'impact du missile serait inférieure à 10 m.
Le CJ-10A est une variante aéroportée, d'une portée de 2 000~ 2 200 km, destinée à armer le bombardier nucléaire stratégique Xian H-6K, qui peut emporter 6 de ces engins sous ses ailes. La désignation du missile au sein de l'armée populaire de libération est KD-20.
Aux côtés de la version d'attaque terrestre, une possible version terre-mer serait en service en Chine. Beaucoup de sources médiatiques de Hong Kong et de Taïwan pensent que l'arme a été conçue pour contrer les groupes aéronavals de la marine américaine, avec pour objectif de disposer d'une capacité de destruction de porte-avions depuis des postes à terre. Des rapports provenant des médias domestiques chinois affirment qu'une seule charge militaire de 300 kg serait capable de couler un croiseur de 10 000 tonnes du premier coup,,.
Pour son guidage, il utilise des systèmes de navigation satellite GPS et GLONASS (le GPS russe). La conception du système de guidage d'un tel missile représenta un énorme défi pour les Chinois, car l'emploi d'un système basé sur le principe du TERCOM (reconnaissance de terrain et contournement des reliefs) nécessiterait une immense base de données topographiques très précises, pour un résultat finalement peu intéressant car la mer de Chine méridionale ne présente que peu de points de référence fiables et utilisables pour la navigation. Des rapports publiés suggéraient que le GPS serait utilisé en priorité, recevant en second plan l'appui d'un système TERCOM pour affiner ses calculs de trajectoire. Un autre problème potentiel fit apparition : le GPS étant un système américain, les Chinois restent tributaires de la bonne volonté du gouvernement américain de profiter de ses signaux, en n'oubliant pas le fait que le signal GPS codé pour l'usage civil demeure très sensible et très facile à brouiller sur de vastes étendues, même sans user d'une technologie avancée. Les missiles pourraient toujours éventuellement trouver leur cible en employant une plateforme de navigation inertielle interne, mais sans mises à jour GPS régulières, la navigation serait tout de même bien moins précise.

## Versions
- CJ-10 : version lancée depuis le véhicule terrestre PHL-03, d'une portée de 1 500 km.
- CJ-10A : version lancée depuis les bombardiers H-6K, d'une portée comprise entre 2 000 et 2 200 km.
- CJ-10K
- CJ-20 : doté d'une ogive nucléaire[11].
- YJ-100 : aussi désigné Ying Ji-100 (en chinois : 鹰击, « attaque de l'aigle »). Version anti-navire aéroportée, d'une portée supérieure à 500 km[12].

## Utilisateurs
- Chine : en septembre 2009, entre 50 et 250 missiles étaient déployés, en parallèle avec 20 à 30 Tracteurs-Érecteurs-Lanceurs (TEL)[13].
- Iran : Forces armées iraniennes (Forces aériennes des Gardiens de la révolution islamique)